# Coua de Verreaux
Coua verreauxi
Espèce
Statut de conservation UICN

 LC  : Préoccupation mineure
Le Coua de Verreaux (Coua verreauxi) est une espèce d'oiseaux qui ne se rencontre que dans des zones de faible dimension dans le sud-ouest de Madagascar. L'espèce a été nommée d'après Jules Verreaux (1807-1873).

## Description
Cet oiseau mesure environ 38 cm. Sa tête gris vert est surmontée d'une huppe gris clair, plus sombre au niveau du quart apical. Les zones périophtalmiques sont bleu outremer et dans leurs parties postérieures bleu ciel nacré. Le menton et la gorge sont blancs, tout comme les parties inférieures du corps. Le bec, les tarses et les doigts sont noirs, les iris brun sombre. Les parties supérieures du corps sont gris vert clair. Les ailes sont gris vert. La queue est bleu sombre avec des reflets métalliques et marquée de blanc sur le tiers apical des rectrices externes.